# Parafia św. Maksymiliana Marii Kolbego w Lubaniu
Parafia św. Maksymiliana Marii Kolbego w Lubaniu – parafia rzymskokatolicka w dekanacie lubańskim w diecezji legnickiej.
Jej proboszczem jest ks. Janusz Barski. Obsługiwana przez księży diecezjalnych. Erygowana 27 czerwca 1988. Kościół parafialny mieści się przy ulicy Skalniczej.